# Johan Gadolin
Johan Gadolin (ur. 5 czerwca 1760 w Turku, zm. 15 sierpnia 1852 w Mynämäki) – fiński mineralog i chemik, odkrywca itru.

## Życiorys
Był synem Jakoba Gadolina, profesora astronomii i fizyki na Królewskiej Akademii w Turku, a później profesora teologii i biskupa Turku. Jego dziad ze strony ojca, Jakob Gadolin, minister luterański, przyjął nazwisko „Gadolin” (z hebr. gadol – „wielki”). Jego drugi dziad, Johan Browallius, był uczniem Linneusza i czołowym przedstawicielem nauk naturalnych w Królestwie Szwecji oraz biskupem Turku.
Studiował chemię na Uniwersytecie w Uppsali, gdzie w roku 1781 przedstawił rozprawę doktorską na temat analizy żelaza. Duże uznanie zdobyła jego druga rozprawa doktorska z filozofii. W roku 1783 powrócił do Turku, gdzie w roku 1797 uzyskał tytuł pełnego profesora, w 1790 roku został członkiem Szwedzkiej Akademii Nauk. W badaniach swych zajmował się m.in. procesem spalania, przyczyniając się od obalenia teorii flogistonu. Był promotorem 61 rozpraw doktorskich, autorem kilku książek, w tym podręcznika chemii z 1798 roku. Wprowadził do nauczania chemii ćwiczenia laboratoryjne dla studentów. Był wynalazcą destylacji z przeciwprądem.
W latach 1792–1794 w minerale iterbicie wydobytym w okolicach Ytterby koło Sztokholmu przez chemika Carla Arrheniusa wykrył tlenek nieznanego pierwiastka chemicznego. Wyizolowaną substancję nazwał pierwotnie ytterbia, co zostało następnie skrócone do yttria. Substancją tą okazał się później tlenek itru, z którego w wyniku redukcji uzyskano metaliczny itr. W roku 1843 Carl Gustaf Mosander wydzielił z yttrii dwa kolejne składniki, erbię i terbię, z których otrzymał metale erb i terb.
Na cześć Johana Gadolina nazwę minerału iterbitu zmieniono na „gadolinit”. Jego nazwiskiem nazwano też pierwiastek gadolin, odkryty w 1880 roku przez Jeana Charles'a Galissarda de Marignaca.
Poza chemią Gadolin interesował się matematyką, fizyką, mineralogią, metalurgią i uprzemysłowieniem. Był członkiem licznych europejskich towarzystw naukowych oraz członkiem założycielem Towarzystwa Muzycznego w Turku. Był też założycielem i prezesem Fińskiej Izby Handlowej oraz aktywnym przedsiębiorcą.